# ジョゼフ・マリー・ジャカール
ジョゼフ・マリー・ジャカール（Joseph Marie Jacquard、1752年7月7日 - 1834年8月7日）は、フランスの発明家。ジャカード織機というプログラム可能な初期の織機の開発で知られる人物。ジャカード織機は他のプログラム可能な機械の開発にも重要な役目を果たし、後のコンピュータの開発にも繋がっている。

## 生涯
まず第一に、ジャカールの姓と思われている "Jacquard" は本来の姓ではない。彼の曽祖父は子沢山で、その子孫（シャルル家）はリヨンの同じ地区に住んでいた。そのため、それぞれの系統を「あだ名」で呼ぶようになり、彼の系統は「"Jacquard" のシャルル」と呼ばれた。このため、彼の曽祖父は後付けで「バルテレミー・シャルル・ジャカール」と呼ばれた。
ジョゼフ・マリー・ジャカールは1752年7月7日、リヨンで生まれた。機織りの親方だった父ジャン・シャルル（ジャカール）の9人の子供の1人である。しかし、大人になるまで生き残ったのはジョゼフと姉のクレメンス（1747年生まれ）だけである。父は裕福だったが、ジョゼフは13歳になるまで学校教育を受けておらず、文盲だったが、出版業と本屋を経営していた義理の兄から教育を受けるようになった。その義理の兄はジョゼフに学者を紹介してさらに教育を受けさせた。
母は1762年、父は1772年に亡くなり、ジョゼフは父の家と家業、ブドウ畑、砕石場といった財産を受け継いだ。その後ジョゼフは不動産売買にも手を出している。1778年には、自分の職業を機織りの親方および絹商人と称していた。
1778年7月26日、クローディーヌ・ボワション（Claudine Boichon）と結婚。彼女はリヨンの中流階級の未亡人で、財産も持参金も持っていた。しかし、ジョゼフは間もなく多額の借金をし、訴えられた。負債を返済するため、ジャカールは父の遺産を全て手放し、妻の持参金も使い切った。幸運にも妻はリヨン近郊に家を持っており、夫妻はそこに移り住んだ。1779年4月19日、1人息子のジャン・マリーが生まれている。
1800年までにジョゼフは発明に手を出し始めた。1800年にはペダル式織機、1803年には漁網用織機を考案し、1804年にはパターンのある絹織物を自動的に織れる「ジャカード織機」を作り始めた。しかし、彼の発明はどれもうまく機能せず、失敗に終わった。
1801年、ジャカールは彼の発明品をパリの産業博覧会に出展した。1803年、ジャカールはパリに呼び出されフランス国立工芸院に所属するようになった。そこにはジャック・ド・ヴォーカンソンの織機が展示されており、ジャカールはここから自分の発明品の様々な改良のヒントを得、徐々に発明を完全なものにしていった。彼の発明は職を失うことを恐れた絹の機織り職人らに強行に反対されたが、生産性が上がることからどんどん採用されていき、1812年にはフランス国内で1万1千台のジャカード織機が稼動していた。1806年、ジャカード織機は公共財産と宣言され、ジャカールには年金とロイヤリティの支払いが約束された。
1834年8月7日、ジャカールはローヌ県ウランで亡くなった。その6年後、リヨンに彼の銅像が立てられた。その場所は1801年に彼の発明した織機が壊された場所だった。

## ジャカード織機

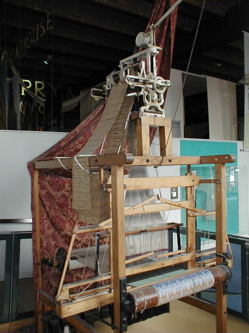
ジャカード織機（イングランド、マンチェスターのマンチェスター科学産業博物館）

ジャカード織機は穴を開けた厚紙を使った機械式織機であり、厚紙の1行が織物のデザインの1行に対応している。厚紙には多数の穴の列が開いていて、それをデザインに従って順番につなぎ合わせて使う。Basile Bouchon (1725)、Jean Falcon (1728)、ジャック・ド・ヴォーカンソン (1740) の発明を踏まえた発明品である。
ジャカード織機について論じるには、機織りについての基本知識が必要になる。一片の布を作るには、まず縦糸を矩形の枠に張る。無地の布を作る場合、縦糸を1本おきにわずかに持ち上げる。その隙間に横糸を縦糸に対して直角に通す。次いで持ち上げていた縦糸を下げて、逆に持ち上げなかった方の縦糸を持ち上げ、横糸を逆側から同じように通す。このプロセスをずっと繰り返すことで布が織られる。
縦糸を持ち上げるパターンを変えると、布の質感を変えたり、色を変えてパターンやデザインを布に与えることができる。縦糸をどう上げ下げするかを手作業でやると、非常に時間がかかり間違いやすい。ジャカード織機はこれを自動化することを意図したものである。
このプロセスを自動化しようとしたのはジャカールが最初ではない。1725年、Basile Bouchon は通常の織機にセットする穴を開けた幅広い細長い紙のアタッチメントを発明し、それによって持ち上げる縦糸を選べるようにした。Bouchonの発明の基本はフックの並んだ機構にある。穴の開いた紙はフックの列に対面する穴の開いたシリンダーにセットされる。そしてフックを押し付けると、紙の穴に対応したフックは縦糸を持ち上げる紐を引っ掛けることができ、穴の開いていない部分に当たったフックは単にすべって縦糸を持ち上げられない。こうして、紙の穴に対応した縦糸だけを持ち上げるのだが、これで操作できる縦糸の本数は少なく、発明は失敗に終わった。
1737年、リヨンの絹織りの親方 Jean Falcon は Bouchon の機構を改良して扱える縦糸の本数を増やした。彼が開発したアタッチメントは紙の幅を広くし、フックを複数行配置して、紙上の複数行の穴を1回の織りに対応させることで扱える縦糸を増やしたものである。紙はBouchonと同様にシリンダーにセットする必要があった。この織機はある程度成功を収め、1762年までに約40台が売れた。
1741年、自動人形で知られるフランス人発明家ジャック・ド・ヴォーカンソンは、絹織物工場の検査官となった。1747年から1750年にかけて、彼はBouchonの機構の自動化を試みた。縦糸を持ち上げるフックは長いピンを押し付けることで働くようになっており、穴の開いたシリンダーに選択的に穴の開いた紙をセットし、ピンをそこに押し付ける。穴があるとピンはそこを通過してフックを動作させ、穴が開いていない位置のピンはフックに到達できない。ヴォーカンソンの最大の改良は紙を1つずつ送り出すラチェット機構を追加した点である。しかし、ヴォーカンソンの織機も成功には至らなかった。
イギリスと競合していたフランスの繊維産業を元気付けるため、1802年からナポレオン・ボナパルトはリヨンに大量の絹織物を注文し始めた。1804年、リヨンの絹商人 Gabriel Detilleu に頼まれ、ジャカールはフランス国立工芸院に展示されていたヴォーカンソンの織機の研究を開始した。そして、ヴォーカンソンの織機で使われていた細長い紙をやめ、Falconの使っていたパンチカードを使うようにした。
ジャカード織機の可能性は即座に認識された。1805年4月12日、ナポレオン夫妻がリヨンを訪れ、ジャカールの作った織機を見学している。1805年4月15日、ナポレオンはジャカード織機に関する特許をリヨン市に与えた。その見返りとしてジャカールは生涯続く3000フランの年金と、1811年まで織機が1台売れるごとに50フランのロイヤリティを受け取ることになった。